# Feggerøn
Feggerøn är en halvö i Danmark.   Den ligger i Morsø kommun i Region Nordjylland, i den nordvästra delen av landet, 260 km nordväst om huvudstaden Köpenhamn.
Feggerøn är den nordligaste spetsen på Morsø. Den ligger i Feggesund, en del av Limfjorden.